# Letiště Vaasa
Letiště Vaasa (finsky Vaasan lentoasema, švédsky Vasa flygplats) s kódem IATA VAA a kódem ICAO EFVA) se nachází 9 km jihovýchodně od centra finského města Vaasa. Počtem cestujících je šestým největším finským letištěm.

## Vzletová a přistávací dráha
Vzletová a přistávací dráha má asfaltový povrch; je 2 660 metrů dlouhá a 48 metrů široká.

## Letecká spojení
Z letiště jsou vypravovány jak vnitrostátní, tak i mezinárodní (zpravidla chaterové) lety. Letiště využívají společnosti airBaltic, Blue1, Finnair a Flybe Nordic.